# Anthony Belmonte
Anthony Belmonte (sinh 16 tháng 10 năm 1995) là một cầu thủ bóng đá Pháp thi đấu cho câu lạc bộ Bulgarian First League Levski Sofia ở vị trí tiền vệ phòng ngự.

## Sự nghiệp
Ngày 1 tháng 9 năm 2017, Belmont ký hợp đồng 3 năm với câu lạc bộ Bulgaria Levski Sofia.